# Helmuth Gericke

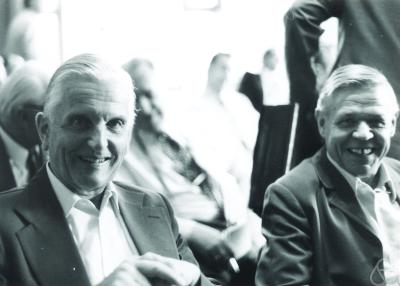
Hermann Boerner (links) und Helmuth Gericke (1975)

Helmuth Fritz Paul Gericke (* 7. Mai 1909 in Aachen; † 15. August 2007 in Freiburg im Breisgau) war ein deutscher Mathematiker und Mathematikhistoriker. Er war Lehrstuhlinhaber sowie Gründer und Vorstand des Instituts für Geschichte der Naturwissenschaften in München.

## Leben
Von 1926 bis 1931 studierte Helmuth Gericke die Fächer Physik und Mathematik an den Universitäten von Greifswald, Marburg und Göttingen. Im Jahre 1931 wurde er an der Universität Greifswald promoviert (Titel der Dissertation: Über den Volta-Effekt). Im Jahre 1934 wurde er bei Wilhelm Süss in Freiburg im Breisgau Assistent. Bei ihm errang er auch im Jahre 1941 die Habilitation über eine Arbeit zur reinen Mathematik.
Nach 1945 half er Süss, das Mathematische Forschungsinstitut Oberwolfach weiter zu betreiben. Sein Interesse an der Geschichte der Mathematik wurde durch die Arbeiten von Joseph Ehrenfried Hofmann geweckt, dem er in Oberwolfach in den Jahren 1945 und 1946 begegnet war. In Freiburg begann er 1947, Vorlesungen über Themen zur Geschichte der Mathematik abzuhalten. Dort erhielt er auch eine Unterstützung durch Heinrich Behnke, die es ihm ermöglichte, seine Arbeiten zu veröffentlichen.
Im Jahre 1952 wurde er zum außerplanmäßigen Professor an der Universität Freiburg ernannt. Einen Ruf an die Universität München nahm er im Jahre 1963 an, wo er als erster Dozent Professor für die Geschichte der Naturwissenschaften angestellt wurde. Dort gründete er das Institut für Geschichte der Naturwissenschaften. Gegen seinen geäußerten Willen wurde er 1964 zum stellvertretenden Vorsitzenden der Deutschen Gesellschaft für Geschichte der Medizin, Naturwissenschaft und Technik gewählt. Im Jahre 1977 wurde er emeritiert.
Seine fachliche Beschäftigung begann er mit den Themen zur Differentialgeometrie und zum Körper der Komplexen Zahlen. Danach widmete er sich ab 1947 den Themen der Geschichte der Mathematik, zu denen er auch einige Bücher veröffentlichte. Schwerpunkte waren die Entwicklung der Mathematik des antiken Griechenlands und der Mathematik im 19. Jahrhundert.

## Schriften
- Über den Volta-Effekt. Roßteutscher, Coburg 1932, (Greifswald, Universität, Dissertation, 1932).
- Einige kennzeichnende Eigenschaften des Kreises. In: Mathematische Zeitschrift. Bd. 40, 1936, S. 417–420, doi:10.1007/BF01218867.
- Über die größte Kugel in einer konvexen Punktmenge. In: Mathematische Zeitschrift. Bd. 40, 1936, S. 317–320, doi:10.1007/BF01218859.
- Zur Arbeit von P. Ganapathi: „A Note on the Oval“. In: Mathematische Zeitschrift. Bd. 40, 1936, S. 201, doi:10.1007/BF01218848.
- Über eine Ungleichung für gemischte Volumina. In: Deutsche Mathematik. Bd. 2, 1937, S. 61–67.
- Über ein Konvexitätskriterium. In: Mathematische Zeitschrift. Bd. 43, 1938, S. 110–112, doi:10.1007/BF01181089.
- Stützbare Bereiche in komplexer Fourier-Darstellung. In: Deutsche Mathematik. Bd. 5, 1940, S. 279–299.
- Algebraische Betrachtungen zu den Aristotelischen Syllogismen. In: Archiv der Mathematik. Bd. 3, Nr. 6, 1952, S. 421–432, doi:10.1007/BF01900556.
- Einige Grundgedanken der modernen Algebra. In: Physikalische Blätter. Bd. 8, Nr. 9, 1952, S. 392–396, doi:10.1002/phbl.19520080902.
- Über den Begriff der algebraischen Struktur. In: Archiv der Mathematik. Bd. 4, Nr. 3, 1953, S. 163–171, doi:10.1007/BF01899513.
- Zur Geschichte der Mathematik an der Universität Freiburg i. Br. (= Beiträge zur Freiburger Wissenschafts- und Universitätsgeschichte. 7, ISSN 0408-8263). Albert, Freiburg im Breisgau 1955, doi:10.1002/zamm.19560360319.
- Theorie der Verbände (= BI-Hochschultaschenbücher. 38/38a, ISSN 0521-9582). Bibliographisches Institut, Mannheim 1963.
- Die Entwicklung physikalischer Grundbegriffe bei den Griechen. In: Mathematisch-physikalische Semesterberichte. Neue Folge Bd. 11, Nr. 2, 1965, ISSN 0340-4897, S. 144–162.
- als Herausgeber mit Kurt Vogel: Simon Stevin: De Thiende. Das erste Lehrbuch der Dezimalbruchrechnung nach der holländischen und der französischen Ausgabe von 1585 (= Ostwalds Klassiker der exakten Wissenschaften. Neue Folge Bd. 1). Übersetzt und erläutert. Akademische Verlags-Gesellschaft, Frankfurt am Main 1965.
- Aus der Chronik der Deutschen Mathematiker-Vereinigung. In: Jahresbericht der Deutschen Mathematiker-Vereinigung. Bd. 68, 1966, S. 46–74, (online; auch als ergänzter Nachdruck 1980).
- Geschichte des Zahlbegriffs (= BI-Hochschultaschenbücher. 172/172a). Bibliographisches Institut, Mannheim u. a. 1970.
- als Herausgeber: 50 Jahre GAMM (= Ingenieur-Archiv. Bd. 41, Beiheft, 1972, ISSN 0020-1154). Springer, Berlin 1972, (online; GAMM = Gesellschaft für Angewandte Mathematik und Mechanik).
- Mathematik in Antike und Orient. Springer, Berlin u. a. 1984, ISBN 3-540-11647-8.
- Mathematik im Abendland. Von den römischen Feldmessern bis zu Descartes. Springer, Berlin u. a. 1990, ISBN 3-540-51206-3.
- Mathematik in Antike, Orient und Abendland. 7. Auflage, Sonderausgabe in 1 Band. Fourier, Wiesbaden 2003, ISBN 3-925037-64-0 (Die Bände von 1984 und 1990 in einem Band).

## Referenzen
- Menso Folkerts: Nachruf für Helmuth Gericke. In: mathe-lmu.de. Nr. 17, 2008, ZDB-ID 2214184-4, S. 9–10, (Digitalisat).
- Siegfried Gottwald, Hans-Joachim Ilgauds, Karl-Heinz Schlote: Lexikon bedeutender Mathematiker. Bibliographisches Institut, Leipzig 1990, ISBN 3-323-00319-5.